# بحر سالتون
بحر سالتون (بالإنجليزية: Salton Sea)‏ هو بحيرة مالحة ومسطح مائي مغلق جنوب غرب الولايات المتحدة، يقع في فالق سان أندرياس ألى الشرق من البحيرة يقع وادي إمبيريال ووادي كواتشيلا فالي في الشمال، بحر سالتون يعتبر من البحيرات المائية الضحلة، تقدر مساحة البحر بنحو 343 ميل مربع، تُعد البحيرة أكبر بحيرة في ولاية كاليفورنيا، يشهد البحر ازدياد في نسبة الملوحة وتعرض إلى التلوث جراء مياة الصرف الزراعي وغيرها من مصادر التلوث، وأدى ذلك إلى اندثار العديد من أنواع الأسماك التي كانت تعيش في البحيرة، يُستغل البحر في توليد الطاقة الحرارية وتنتج محطات الطاقة التي تعمل على البحيرة نحو 186.62 ميجاوات من الكهرباء، تم توثيق أكثر من 400 نوع من الطيور حول البحر.

## المناخ
يظهر الجدول التالي التغييرات المناخية على مدار السنة لبحر سالتون:
| البيانات المناخية لـبحر سالتون    | البيانات المناخية لـبحر سالتون | البيانات المناخية لـبحر سالتون | البيانات المناخية لـبحر سالتون | البيانات المناخية لـبحر سالتون | البيانات المناخية لـبحر سالتون | البيانات المناخية لـبحر سالتون | البيانات المناخية لـبحر سالتون | البيانات المناخية لـبحر سالتون | البيانات المناخية لـبحر سالتون | البيانات المناخية لـبحر سالتون | البيانات المناخية لـبحر سالتون | البيانات المناخية لـبحر سالتون | البيانات المناخية لـبحر سالتون |
| الشهر                             | يناير                          | فبراير                         | مارس                           | أبريل                          | مايو                           | يونيو                          | يوليو                          | أغسطس                          | سبتمبر                         | أكتوبر                         | نوفمبر                         | ديسمبر                         | المعدل السنوي                  |
| --------------------------------- | ------------------------------ | ------------------------------ | ------------------------------ | ------------------------------ | ------------------------------ | ------------------------------ | ------------------------------ | ------------------------------ | ------------------------------ | ------------------------------ | ------------------------------ | ------------------------------ | ------------------------------ |
| متوسط درجة الحرارة الكبرى °ف (°م) | 70.9 (21.6)                    | 74.5 (23.6)                    | 80.3 (26.8)                    | 86.8 (30.4)                    | 95.0 (35.0)                    | 102.9 (39.4)                   | 107.2 (41.8)                   | 106.6 (41.4)                   | 102.0 (38.9)                   | 91.5 (33.1)                    | 79.0 (26.1)                    | 69.8 (21.0)                    | 88.9 (31.6)                    |
| متوسط درجة الحرارة الصغرى °ف (°م) | 41.7 (5.4)                     | 45.0 (7.2)                     | 50.1 (10.1)                    | 55.3 (12.9)                    | 62.4 (16.9)                    | 69.2 (20.7)                    | 76.7 (24.8)                    | 77.7 (25.4)                    | 71.3 (21.8)                    | 59.9 (15.5)                    | 48.5 (9.2)                     | 40.9 (4.9)                     | 58.3 (14.6)                    |
| الهطول إنش (مم)                   | 0.38 (9.7)                     | 0.43 (11)                      | 0.40 (10)                      | 0.06 (1.5)                     | 0.02 (0.51)                    | 0.02 (0.51)                    | 0.09 (2.3)                     | 0.22 (5.6)                     | 0.20 (5.1)                     | 0.21 (5.3)                     | 0.15 (3.8)                     | 0.38 (9.7)                     | 2.56 (65)                      |
| متوسط الرطوبة النسبية (%)         | 39.6                           | 37.8                           | 33.7                           | 28.6                           | 27.3                           | 24.5                           | 29.6                           | 32.2                           | 30.6                           | 30.7                           | 34.6                           | 38.9                           | 32.3                           |
| المصدر: PRISM Climate Group       |                                |                                |                                |                                |                                |                                |                                |                                |                                |                                |                                |                                |                                |